# Nadeschda Belawzewa
Nadeschda Anatolewna Belawzewa (ukrainisch Надежда Анатольевна Белавцева) auch bekannt als Nadia Belavzeva; * 8. August 1993 in Czernowitz, Ukraine ist eine ukrainische Rhythmische Sportgymnastin.
Zwischen 2006 und 2010 war sie Mitglied der Olympiamannschaft der Ukraine in der Rhythmischen Sportgymnastik. Sie war acht Mal Landesmeisterin der Ukraine und Siegerin verschiedener internationaler Wettkämpfe. Belawzewa wurde 2010 als „absolute Meisterin der Ukraine in dem Programm des Meisters des Sports in der offenen Meisterschaft für Schüler“ bezeichnet.

## Studium
Nadeschda Belawzewa studierte ab 2010 für vier Jahre an der National University of Physical Education and Sport of Ukraine im Bereich Rhythmische Sportgymnastik Coach und Physical Education Trainerin. Gleichzeitig trainierte sie in der Olympiamannschaft für Rhythmische Sportgymnastik. Nach ihrem Bachelor-Abschluss absolvierte sie einen einjährigen Studiengang „Master of Olympic Sports“ und graduierte mit ausgezeichneten Leistungen. 

## Professionelle Karriere

### Frühen Jahre
Nadeschda Belawzewa wurde von ihren Großeltern aufgezogen. Im Alter von 7 Jahren begann sie in der Gymnastikschule No. 7 in Czernowitz zu trainieren. Dank ihres Talents konnte sie schnell ein professionelles Trainingslager für Rhythmische Sportgymnastik in Kiew besuchen, wo ihr 2003 ein Platz an der Deriugina-Schule angeboten wurde.

### Olympiamannschaft und Turnverband der Ukraine

#### Olympiamannschaft
2006 trat Nadeschda Belawzewa als viertes Mitglied in die ukrainische Olympiamannschaft für Rhythmische Sportgymnastik ein. Laut lokalen Medien wurden 2011 die Veranstalter der Qualifizierungen für die Olympischen Spiele bestochen, um ihre Teilnahme an den Olympischen Sommerspielen 2012 in London zu verhindern.

#### Karriere nach der aktiven Zeit
Von 2013 bis 2016 war Belawzewa Punktrichterin für die dritte nationale Kategorie des Ukrainischen Turnverbandes der Rhythmischen Sportgymnastik in Kiew. 2012 begann sie, neben ihrer Tätigkeit als Punktrichterin, eine Tätigkeit als Trainerin.